# Frances Scudamore
Frances Howard, Duchess of Norfolk (geborene Scudamore, * 10. Februar 1750 in London; † 22. Oktober 1820 in London) war eine britische Adlige.

## Leben
Sie war die einzige Tochter und Erbin des Charles FitzRoy-Scudamore (1707–1782), Gutsherr von Holme Lacy in Herefordshire, aus dessen Ehe mit Hon. Frances Scudamore (1711–1750), geschiedene Gattin von Henry Somerset, 3. Duke of Beaufort, und Erbtochter des James Scudamore, 3. Viscount Scudamore. Ihr Vater war ein unehelicher Sohn von Charles FitzRoy, 2. Duke of Grafton.
Am 6. April 1771 heiratete sie in London als dessen zweite Gattin Lord Charles Howard (1746–1815), den einzigen Sohn und Erben des Charles Howard, 10. Duke of Norfolk. Beim Tod ihres Vaters erbte sie 1782 dessen Gut in Holme Lacy. Ihr Mann beerbte seinen Vater am 31. August 1786 als 11. Duke of Norfolk und erbte eine Reihe großer Güter, darunter Arundel Castle, Worksop Manor, Greystoke Castle und Sheffield Manor.
Leider zeigte Frances seit kurz nach ihrer Heirat Anzeichen einer psychischen Instabilität und verbrachte den Rest ihres Lebens in Abgeschiedenheit. Sie hatten keine Kinder. Ihr Mann verbrachte seine Zeit anderswo, bekam sechs uneheliche Kinder mit einer Reihe von Mätressen und starb 1815.
1820 starb sie als Witwe und wurde in der St. Cuthberts Kirche in Holme Lacy begraben. Nachdem Charles Howard keine legitimen Erben aus einer seiner Ehen hatte, waren die Ländereien und Titel des Dukes an seinen Cousin vierten Grades Bernard Howard übergegangen. Holme Lacy wurde jedoch Gegenstand eines langwierigen Rechtsstreits, der schließlich zugunsten von Sir Edwin Stanhope, 2. Baronet, entschieden wurde, der den zusätzlichen Familiennamen Scudamore annahm.